# Robert Alneroth
Robert Alneroth, född 5 juni 1984 i Gävle, är en svensk släggkastare. Han tävlar för Gefle IF. Han vann SM-guld i viktkastning inomhus år 2009.
Alneroth har deltagit i Finnkampen vid ett tillfälle (2006).

## Resultatutveckling släggkastning
- 2018: 58,91[15]
- 2017: 55,25[15]
- 2016: 59,01[15]
- 2015: 62,96[15]
- 2014: 64,04[15]
- 2013: 59,83[15]
- 2012: 60,64[15]
- 2011: 61,99[15]
- 2010: 57,65[15]
- 2009: 65,80[15]
- 2008: 57,88[15]
- 2007: 59,72[15]
- 2006: 64,46[15]
- 2005: 62,16
- 2004: 60,20[15]
- 2003: 60,59[källa behövs]
- 2002: 56,70[källa behövs]

## Personliga rekord
| Utomhus - Kula – 12,98 (Gävle 19 maj 2012) - Diskus – 46,90 (Gävle 14 augusti 2018) - Slägga – 65,80 (Bollnäs 9 maj 2009 - Slägga – 64,46 (Gävle 1 augusti 2006 - Viktkastning - 20,14 (Bollnäs 9 maj 2009 | Inomhus - Viktkastning - 21,09 (Göteborg 26 februari 2011 |